# Amálie Vojtová
Amálie Vojtová, rozená Němečková (31. srpna 1866 Veverská Bítýška – 12. května 1893 Rakovník), byla česká divadelní herečka.

## Život
Narodila se jako dvojče ve Veverské Bítýšce v rodině Josefa a Filipiny Němečkových. Svůj život zasvětila divadlu. Před rokem 1887 přijala angažmá u divadelní společnosti Františka Zöllnera v Brně. Tam poznala svého budoucího manžela, herce Aloise Vojtu-Jurného. V roce 1888 se jí narodil, v té době ještě nemanželský syn Jaroslav na štaci v Kutné Hoře. V roce 1889 posvětila svůj vztah a Aloise Vojtu-Jurného si v Rychnově nad Kněžnou vzala. V roce 1890 se v Příbrami, kde v té době hostovali s divadelní společností narodila dcera Hermína. Další potomek, syn Adolf se narodil v roce 1893 v Rakovníku. Amálie Vojtová několik dní po porodu syna zemřela. Pohřbena byla na rakovnickém hřbitově.